# Јуба (снајпер)
Јуба је надимак који су мултинационалне снаге у Ираку дале наводном припаднику ирачког покрета отпора, за којег се претпоставља да је одличан снајпер, и који је до сада ранио или убио преко 100 америчких војника. Јубина дејства су углавном ограничена на јужни Багдад. Увек испаљује само један хитац и оставља врло мало трагова, како би избегао заробљавање. Његове мете су искључиво војници коалиције.
Његово постојање није потврђено ни у једном званичном америчком војном извештају. Међу америчким војницима уврежило се мишљење да је ове нападе извео један човек што је довело до стварања легенде о Јуби. После сваке акције, на месту са којег је пуцано пронађена је једна празна чаура и порука на арапском језику на којој пише: „Оно што је отето у крви, не може се повратити без крви“. У потпису „Багдадски снајпер“. Још увек се не зна да ли Јуба стварно постоји или се ради о више ирачких снајпера припадника тзв. Багдадске снајперске дивизије који својим акцијама намерно стварају мит о њему.
У новембру 2005. године побуњеничка група под називом Исламска армија у Ираку пустила је у јавност видео-снимак на којем се виде амерички војници који падају на земљу и који су наводно усмрћени хицима које је испалио Јуба.

## Гласине о заробљавању
Војни заповедници у Ираку објавили су да је Јуба можба заробљен 2. јуна 2005. године када су америчке снаге заробиле снајпера који је отворио ватру на америчке војнике из комбија, са удаљености од 75-100 m којом приликом је лакше рањен амерички војник Стивен Чидерер (енгл. Stephen Tschiderer). Војници који су после испаљеног хица кренули у претрагу терена, опазили су двојицу Ирачана у паркираном комбију. У акцији која је уследила обојица су рањени и заробљени. По окончању размене ватре установљено је да се ради о снајперу и о његовом возачу који је камером снимао ову акцију.
Приликом увиђаја, на позицији на којој се комби првобитно налазио, војници су открили припремљено снајперско гнездо. Гнездо је са свих страна било ушушкано старим душецима како би се пригушио пуцањ, а отвор на њему је био једва довољан да кроз њега може да се нишани.
У периоду од фебруара до јуна 2005. године, погибија најмање два и рањавање шест америчких војника првог батаљона 64. оклопне бригаде приписана је Јуби. Верује се да је Јуба заслужан и за ликвидацију још најмање 12 америчких војника из других јединица. Најчешће жртве су амерички војници који су изашли из својих оклопних возила или стрелци у отвореним куполама Хамвија. Ирачки снајпер пажљиво бира мету и прецизно погађа откривене делове тела који нису заштићени панцирним прслуком као што су доњи део леђа, ребра и део изнад груди.
Неки му чак приписују и акцију у граду Рамади, западно од Багдада, када је хицима у главу ликвидиран четворочлани извиђачки снајперски тим америчких маринаца.

## Снајперска пушка коју Јуба користи
Амерички официри и војници у Багдаду верују да Јуба користи Табук, снајперску пушку произведену у Ираку по „Заставиној“ технологији набављеној из Југославије осамдесетих година прошлог века заједно са машинама и алатима. 
"Табук“ је колективно име за сва оружја из породице „калашњиков“ ирачке фабрике оружја из Ал Калиса.
Снајперска пушка „Табук“, је конструисана по узору на Заставу М-76, али је за разлику од ње развијена око метка 7,62 x 39 М43, стандардног у наоружању ирачке армије. Сличност са „Заставином“ породицом аутоматског наоружања је више него очигледна. 
Поседује црни пластични ергономски рукохват са наслоном за палац „Заставине“ конструкције. Ојачани део има три отвора за хлађење у Заставином стилу. За разлику од М-76 није опремљена регулатором протока барутних гасова. Кундак је шупаљ ради смањења тежине. Скривач пламена може бити са подужним отворима, као код Заставе, или са редовима кружних отвора. Није опремљен навојем за монтажу пригушивача. Задњи нишан поседује вретено за ректификацију, као код Калашњикова РПК или „Заставе“ М-72. 
Табук прима све врста оквира за пушке и пушкомитраљезе који се могу наћи у Ираку: капацитета пет, десет, двадесет, тридесет или четрдесет метака, као и добоше од 75 и 100 метака. 
Потпуно су погрешни наводи да је снајперска пушка „Табук“ варијанта СВД Драгунова, која поред различитог спољног изгледа има и потпуно другачију конструкцију затварача и механизма за окидање и и израђује се у калибру 7,62x54R. 
Постоји и могућност да је у питању забуна: да се ради о другој ирачкој снајперској пушци „Ал Кадисја“ калибра 7,62x54R, која представља хибрид између румунског ПСЛ-а и СВД Драгунове, и који споља подсећа на СВД. Ово би био и много логичнији избор за снајперску пушку, јер метак 7,62x54R има значајно боља балистичка својства, много мањи пад брзине и мање растурање од 7,62 x 39.